# Родная земля (песня)
«Родна́я земля́» (инципит «Родная, родная, родная земля — Холмы и равнины, леса и поля…») — песня, написанная в 1978 году композитором Вячеславом Добрыниным и поэтом Леонидом Дербенёвым специально для конкурсной программы вокально-инструментального ансамбля «Лейся, песня». Первые исполнители (авторы исполнения) записавшие песню на Всесоюзной студии грамзаписи «Мелодия» в 1978 году: худрук Михаил Шуфутинский, Владимир Ефименко (вокал), Владислав Андрианов (вокал), Марина Школьник (вокал), Борис Платонов (вокал), Юрий Захаров (гитара), Владимир Калмыков (труба, вокал), Анатолий Мешаев (тромбон, вокал), Максим Капитановский (ударные инструменты), Юрий Иванов (гитара, вокал), Валентин Мастиков (саксофон-флейта), Виктор Горбунов (труба) артисты вокально-инструментального ансамбля «Лейся, песня»,Тульской областной филармонии, г. Тула. Аранжировку песни создал Михаил Захарович Шуфутинский — художественный руководитель ВИА «Лейся, песня» (1976—1980 гг.). Наибольшую известность песня получила в исполнении вышеперечисленных артистов-исполнителей ВИА «Лейся, песня».

## История
«Родная земля»
музыка: Вячеслава Добрынина

слова: Леонида Дербенёва

Край любимый, край заветный мой,

Край, что я зову родной землёй,

Лишь в твои просторы возвращаясь,

Я знаю, что вернулся я домой!

Вот опять, как в детстве, я смотрю

На твою огромную зарю.

И уходят прочь мои печали,

И вновь я говорю,

С волнением и любовью говорю:

Родная, родная, родная земля,

Холмы и равнины, леса и поля!

Ты доброй судьбою на счастье дана,

Одна ты на свете и в сердце одна!

Родная, родная, родная земля,

Холмы и равнины, леса и поля!

Ты доброй судьбою на счастье дана,

Одна ты на свете и в сердце одна!
Со слов артистов ВИА «Лейся, песня», Юрия Захарова, Владислава Андрианова, Владимира Ефименко, Владимира Калмыкова, Анатолия Мешаева, Марины Школьник, Максима Капитановского, Юрия Иванова, Виктора Горбунова: В 1978 году для повышения узнаваемости и популяризации ВИА «Лейся, песня» руководителями было принято решение подать заявку на участие во II Всероссийском конкурсе исполнителей Советской песни «Сочи-78». Чтобы продемонстрировать уровень исполнительского мастерства, в жанре вокально-инструментальной музыки, коллективу необходимо было исполнить три тематические песни в трёх турах конкурса. Одним из таких произведений стала песня «Родная земля», которая была впервые исполнена в финале третьего тура конкурса. По итогам трех дней артисты ВИА «Лейся, песня» заняли первое место и были удостоены звания "Лауреаты I-ой премии II-го Всероссийского конкурса исполнителей Советской песни «Сочи-78». Председателем жюри конкурса был Народный артист СССР Иосиф Давыдович Кобзон.
Народный артист СССР И. Д. Кобзон:
...В 1978 году эти музыканты в составе вокально-инструментального ансамбля «Лейся, песня» (художественный руководитель — М. З. Шуфутинский) приняли участие во II Всероссийском конкурсе советской песни «Сочи-78». Решением жюри, председателем которого был я, ВИА «Лейся, песня» был объявлен лауреатом конкурса и удостоен первой премии....
Фрагмент интервью одного из авторов исполнения песни «Родная земля» Владимира Ефименко солиста ВИА «Лейся, песня» газете Аргументы и Факты.
Владимир Ефименко:
Выделить какое-то наше выступление я не берусь. Может, это был 3-й тур Сочи-78? Что творилось в зале, когда мы закончили исполнять песню «Родная земля», надо было видеть! Даже Алла ПУГАЧЕВА в боковой ложе аплодировала стоя, подняв руки над головой. Сколько их было, подобных концертов! Всё-таки ВИА «Лейся, песня» по подбору музыкантов и голосов был уникален!...
В 1979 году песня «Родная земля» вышла в сборнике ВИА «Лейся, песня» с названием «ШИРЕ КРУГ» «ЛЕЙСЯ, ПЕСНЯ» на виниловой пластинке диск-гигант. В списке песен она расположена на второй стороне под номером пять. Хронометраж звучания — 4 минуты 25 секунд. Индекс: С60-12057-8. Пластинка разошлась миллионными экземплярами по всему Советскому Союзу.
В 1979 году песня «Родная земля» в исполнении артистов ВИА «Лейся, песня», вышла в ежемесячном журнале «Кругозор» № 3 март 1979 г., с аудиоприложением на гибкой грампластинке миньон (мини-альбом), индекс: Г92-07223, тираж 500 000 экземпляров.
В 80-х годах XX века песня «Родная земля» вошла в репертуар Льва Валерьяновича Лещенко.

## Примечание
1. 1 2  Интервью В. Ефименко изданию Аргументы и Факты. Песня "Родная земля" ВИА «Лейся, песня». Оф.сайт артистов ВИА "Лейся, песня".. Дата обращения: 15 ноября 2018. Архивировано 23 марта 2016 года.
2. ↑  Список песен - артистов ВИА «Лейся, песня», песня «Родная земля». Оф.сайт артистов ВИА "Лейся, песня".. Дата обращения: 15 ноября 2018. Архивировано 5 ноября 2018 года.
3. ↑  Архив песен артистов ВИА «Лейся, песня» 1974-1984гг. Песня "Родная земля" в оригинальном исполнении. Оф.сайт артистов ВИА "Лейся, песня".. Дата обращения: 15 ноября 2018. Архивировано 30 ноября 2018 года.
4. ↑  Встреча с худруком ВИА "Лейся, песня" М.З. Шуфутинским. О популярности ВИА, и песне "Родная земля". Часть 1. Оф.сайт артистов ВИА "Лейся, песня".. Дата обращения: 17 ноября 2018. Архивировано 17 ноября 2018 года.
5. ↑  Справка из Государственного архива РФ о награжении артистов ВИА «Лейся, песня». Оф.сайт артистов ВИА "Лейся, песня".. Дата обращения: 15 ноября 2018. Архивировано 23 октября 2017 года.
6. ↑  Интервью В. Ефименко изданию Аргументы и Факты. Песня "Родная земля" ВИА «Лейся, песня». Оф.сайт артистов ВИА "Лейся, песня".. Дата обращения: 16 ноября 2018. Архивировано 23 марта 2016 года.
7. ↑  Народный артист СССР И.Д. Кобзон о ВИА «Лейся, песня». Оф.сайт артистов ВИА "Лейся, песня".. Дата обращения: 16 ноября 2018. Архивировано 5 ноября 2018 года.
8. ↑  Сборник «Шире круг» ВИА «Лейся, песня». Дискография артистов ВИА "Лейся, песня".. Дата обращения: 15 ноября 2018. Архивировано 30 ноября 2018 года.
9. ↑  Журнал "Кругозор" 1979г. Миньон (мини-альбом), индекс: Г92-07223. Песня "Родная земля" ВИА «Лейся, песня». Дискография артистов ВИА "Лейся, песня".. Дата обращения: 15 ноября 2018. Архивировано 30 ноября 2018 года.